# Jack Catterall
Jack Catterall a fost unul din jucătorii englezi ai echipei Colentina A.C. București, printre ei numărându-se și Mathews, Middleton, Thompson și Deburst. A câștigat titlul național în două rânduri, în sezoanele 1912-13 și 1913-14. În preajma izbucnirii războiului, jucătorii englezi au părăsit România.
Din 1914 echipa Societatea Româno-Americană Ploiesti se mută la București și se redenumește Româno-Americana FC București. Rămâne în România si formează un lot de jucători cu care a devenit campion al României în 1915 alături de alți jucători ca: Clive, Brazier, Llewellyn, Hans Horing, Alvirescu.

## Palmares

### Ca jucător și antrenor
Colentina A.C. București
- Liga I: 1912-13, 1913-14

Româno-Americana FC București
- Liga I: 1914-1915